# شبکه تبرستان
شبکه تبرستان یکی از شبکه‌های تلویزیونی صدا و سیمای جمهوری اسلامی ایران است که در شهر ساری فعالیت می‌کند. پخش برنامه‌های شبکه با فرمت HD و کدک HEVC از گیرنده‌های زمینی و ماهواره‌ای از ۱۴ بهمن ۱۴۰۱ آغاز شد.

## تاریخچه
سیمای مرکز مازندران در سال ۱۳۵۰ به منظور پوشش برنامه‌های استان از طریق یک فرستندهٔ کم‌قدرت ۵۰ واتی واقع در محل فرستندهٔ سوردار واقع در شهرستان نور که بعدها میزان قدرت آن به ۲ کیلووات افزایش یافت، راه‌اندازی و آغاز به کار نمود. در سال ۱۳۵۴ با نصب فرستنده‌های تلویزیونی پرقدرت، کم‌قدرت و تکرارکننده‌های متفاوت در نقاط مختلف استان، توانست مناطق بیشتری را تحت پوشش قرار دهد. برنامه‌های تلویزیونی مرکز تا سال ۱۳۶۸ به صورت سیاه و سفید (آنالوگ) از یک استودیوی کوچک پخش می‌شد که از این سال توانایی تولید و پخش برنامه‌های رنگی نیز مهیا شد.
پس از یک سال از استانی شدن شبکهٔ صدا، شبکهٔ استانی سیما در تاریخ بیست و ششم فروردین ۱۳۷۷ مصادف با عید غدیر خم، به عنوان سومین مرکز پس از استان‌های اصفهان و خراسان افتتاح شد و مورد بهره‌برداری قرار گرفت که در آغاز کار، روزانه بیش از ۸ ساعت برنامه از این شبکه پخش می‌شد و از ۱۱ مرداد سال ۱۳۹۰ به صورت ۲۴ ساعته برنامه پخش می‌کند.

## گسترهٔ پخش
شبکهٔ تبرستان هم‌اکنون از طریق فرستندهٔ نمک آبرود (چالوس) به صورت دیجیتال بر روی باند UHF کانال ۳۷ در مناطق پرجمعیت غرب مازندران و همچنین روی کانال ۲۴ فرستندهٔ سوردار (نور) و همچنین از طریق فرستندهٔ شهید رجایی (درازنو) به صورت دیجیتال بر روی باند UHF کانال ۲۱ در مناطق وسیعی از استان‌های مازندران و گلستان قابل دریافت است.
همچنین شبکهٔ استانی از طریق ماهواره‌های بدر و اینتل‌ست در سراسر ایران و خاورمیانه قابل دریافت و مشاهده است.

## نشان‌واره‌ها

نخستین نشان (۱۳۷۷ تا ۱۳۷۹)
دومین نشان به معنی قله دماوند و امواج دریا (از ۱۳۷۹ تاکنون)